# ワルツ (研ナオコの曲)
「ワルツ」は、1995年7月21日発売にポニーキャニオンから発売された研ナオコの46枚目のシングル。

## 概要
ポニーキャニオンから発売された最後のシングルであり、次作のシングルは2019年に発売された『私は泣いています/愛』までリリースが途切れている。
「ワルツ」は、フジテレビ・東海テレビ系ドラマ『ダブルマザー』のテーマソングに起用された。
「SILKの海」は、毎日放送・TBS系『たかじん・ナオコのシャベタリーノ!』のエンディングテーマに起用された。

## 収録曲
- 全作詞：高橋ジョージ・沙霧ゆみ／作曲：高橋ジョージ／編曲：入江純

1. ワルツ
  - フジテレビ・東海テレビ系ドラマ『ダブルマザー』テーマソング
2. SILKの海
  - 毎日放送・TBS系『たかじん・ナオコのシャベタリーノ!』エンディングテーマ